# AfroBasket
El AfroBasket es la principal competición de baloncesto disputada bienalmente entre las selecciones nacionales masculinas regidas por la FIBA África, la zona africana de la Federación Internacional de Baloncesto. Comenzó a jugarse en 1962 y se realiza cada 2 años (aunque anteriormente sufrió algunas suspensiones).
Hasta la edición de 2017, el torneo fue clasificatorio para los Juegos Olímpicos y el Mundial de baloncesto. Además, el AfroBasket sirvió también a los equipos del continente africano como medio de clasificación al FIBA Diamond Ball (mientras este se jugó entre 2000 y 2008), el cual nucleaba a todos los campeones continentales al estilo de una Copa Confederaciones. 
Luego del Baloncesto en los Juegos Olímpicos y la Copa Mundial de Baloncesto, es el torneo de mayor  importancia para los equipos nacionales de África, y es el torneo de más relevancia que se juega dentro del continente.
La selección de Angola es la que acumula mayor cantidad de títulos, y se ha presentado casi imbatible en toda la década de 1990, demostrando una gran superioridad en el continente.
En 2011, Túnez conquistó la 26.ª edición del AfroBasket, conquistando así su primer título.

## Campeonatos
| 1962 | El Cairo        | Egipto                   | Sistema de liga | Sudán           | Marruecos                | Sistema de liga | Guinea                   |
| 1964 | Casablanca      | Egipto                   | Sistema de liga | Marruecos       | Palestina                | Sistema de liga | Túnez                    |
| 1965 | Túnez           | Marruecos                | Sistema de liga | Túnez           | Argelia                  | Sistema de liga | Senegal                  |
| 1968 | Casablanca      | Senegal                  | 67-60           | Marruecos       | República Centroafricana | 76-60           | Malí                     |
| 1970 | Alejandría      | Egipto                   | 70-63           | Senegal         | Túnez                    | 76-56           | República Centroafricana |
| 1972 | Dakar           | Senegal                  | 61-54           | Egipto          | Malí                     | 107-74          | República Centroafricana |
| 1974 | Bangui          | República Centroafricana | 72 – 67         | Senegal         | Túnez                    | 82 – 72         | Camerún                  |
| 1975 | Alejandría      | Egipto                   | Sistema de liga | Senegal         | Sudán                    | Sistema de liga | Zaire                    |
| 1978 | Dakar           | Senegal                  | 103 – 72        | Costa de Marfil | Egipto                   | 2 – 0           | Sudán                    |
| 1980 | Rabat           | Senegal                  | 96–90           | Costa de Marfil | Marruecos                | 97–83           | Argelia                  |
| 1981 | Mogadiscio      | Costa de Marfil          | 81–65           | Egipto          | Somalia                  | 2 - 0           | Argelia                  |
| 1983 | Alejandría      | Egipto                   | 94–68           | Angola          | Senegal                  | 78 – 71         | Costa de Marfil          |
| 1985 | Abiyán          | Costa de Marfil          | 84 – 73         | Angola          | Egipto                   | 74 – 73         | Senegal                  |
| 1987 | Túnez           | República Centroafricana | 94 – 87         | Egipto          | Angola                   | 73 – 71         | Malí                     |
| 1989 | Luanda          | Angola                   | 89 – 62         | Egipto          | Senegal                  | 65 – 53         | Malí                     |
| 1992 | El Cairo        | Angola                   | 71 – 66         | Senegal         | Egipto                   | 97 – 81         | Malí                     |
| 1993 | Nairobi         | Angola                   | 69 – 61         | Egipto          | Senegal                  | 90 – 76         | Kenia                    |
| 1995 | Argel           | Angola                   | 68 – 55         | Senegal         | Nigeria                  | 58 – 51         | Argelia                  |
| 1997 | Dakar           | Senegal                  | 69 – 48         | Nigeria         | Angola                   | 79 – 55         | Egipto                   |
| 1999 | Luanda          | Angola                   | 79 – 72         | Nigeria         | Egipto                   | 75 – 63         | Malí                     |
| 2001 | Casablanca      | Angola                   | 78 – 68         | Argelia         | Egipto                   | 77 – 71         | Túnez                    |
| 2003 | Alejandría      | Angola                   | 85 – 65         | Nigeria         | Egipto                   | 81 – 79         | Senegal                  |
| 2005 | Argel           | Angola                   | 70 – 61         | Senegal         | Nigeria                  | 88 – 76         | Argelia                  |
| 2007 | Luanda          | Angola                   | 86 – 72         | Camerún         | Cabo Verde               | 53 – 51         | Egipto                   |
| 2009 | Bengasi         | Angola                   | 82 – 72         | Costa de Marfil | Túnez                    | 83 – 68         | Camerún                  |
| 2011 | Antananarivo    | Túnez                    | 67 – 56         | Angola          | Nigeria                  | 77 – 67         | Costa de Marfil          |
| 2013 | Costa de Marfil | Angola                   | 57 – 40         | Egipto          | Senegal                  | 57 – 56         | Costa de Marfil          |
| 2015 | Radès           | Nigeria                  | 74 – 65         | Angola          | Túnez                    | 82- 73          | Senegal                  |
| 2017 | Radès/ Dakar    | Túnez                    | 77- 65          | Nigeria         | Senegal                  | 73- 62          | Marruecos                |
| 2021 | Kigali          | Túnez                    | 78–75           | Costa de Marfil | Senegal                  | 86–73           | Cabo Verde               |
| 2025 | Angola          |                          | –               |                 |                          | –               |                          |

## Medallero
| Núm. | País                     | Oro | Plata | Bronce | Total |
| ---- | ------------------------ | --- | ----- | ------ | ----- |
| 1    | Angola                   | 11  | 4     | 2      | 17    |
| 2    | Egipto                   | 5   | 6     | 6      | 17    |
| 2    | Senegal                  | 5   | 6     | 6      | 17    |
| 4    | Túnez                    | 3   | 1     | 4      | 8     |
| 5    | Costa de Marfil          | 2   | 4     | 0      | 6     |
| 6    | República Centroafricana | 2   | 0     | 1      | 3     |
| 7    | Nigeria                  | 1   | 4     | 3      | 8     |
| 8    | Marruecos                | 1   | 2     | 2      | 5     |
| 9    | Argelia                  | 0   | 1     | 1      | 2     |
| 9    | Sudán                    | 0   | 1     | 1      | 2     |
| 11   | Camerún                  | 0   | 1     | 0      | 1     |
| 12   | Malí                     | 0   | 0     | 1      | 1     |
| 12   | Somalia                  | 0   | 0     | 1      | 1     |
| 12   | Cabo Verde               | 0   | 0     | 1      | 1     |
| 12   | Palestina                | 0   | 0     | 1      | 1     |
|      | TOTAL                    | 30  | 30    | 30     | 90    |

## Premios MVP
| Año  | Jugador             |
| ---- | ------------------- |
| 1999 | Lamine Diawara      |
| 2001 | Miguel Lutonda      |
| 2003 | Miguel Lutonda (2)  |
| 2005 | Olimpio Cipriano    |
| 2007 | Joaquim Gomes       |
| 2009 | Joaquim Gomes (2)   |
| 2011 | Salah Mejri         |
| 2013 | Carlos Morais       |
| 2015 | Chamberlain Oguchi  |
| 2017 | Ike Diogu           |
| 2021 | Makrem Ben Romdhane |